# يوليا سولداتوفا
يوليا نيكولايفنا سولداتوفا (الروسية: Юлия Николаевна Солдатова ؛ من مواليد 17 مايو 1981) لاعبة تزلج روسية سابقة تنافست مع كل من روسيا وبيلاروسيا، مثلت بيلاروسيا في دورة الالعاب الاولمبية الشتوية 2002. هي بطلة العالم للناشئين ، الحائزة على الميدالية البرونزية العالمية ، الحائزة على الميدالية الفضية الأوروبية ، وبطلة نهائي سباق الجائزة الكبرى للناشئين لعام 1997.

## روابط خارجية
- جوليا سولداتوفا في الاتحاد الدولي للتزلج